# Thai ridgeback
Thai Ridgeback (em tailandês:  ไทย หลัง อาน) ou cão-tailandês-de-crista-dorsal é uma antiga e rara raça de cães originária da Tailândia, e que é conhecida por possuir uma faixa de pêlos invertidos em suas costas, conhecida como "ridgeback".

## Características
Sua principal característica é uma faixa de pelos em sentido contrário situada nas costas, a chamada "ridge", marca que só é encontrada em apenas outras duas raças no mundo: o Rhodesian Ridgeback e o Phu Quoc Ridgeback. Cães com essa crista peculiar podem ser vistos em pinturas rupestres de mais de 5000 anos. Estes cães foram citados em manuscritos tailandeses do século IV, época na qual era usado para a guarda, a caça e como cão boiadeiro. É uma raça de porte médio, elegante e musculosa. Alto e atlético, o Thai Ridgeback precisa de espaço. Os machos pesam entre 18 e 27 kg e possuem entre 56 e 61 cm de altura na cernelha; as fêmeas pesam entre 15 e 24 kg e possuem entre 51 e 56 cm de altura na cernelha. As cores de pelagem aceitas são vermelho, castanho, azul, preto e diluições dessas cores.
Por possuir pelagem muito curta, esta raça não costuma incomodar as pessoas alérgicas a outras raças de cães. O Thai ridgeback é um cão calmo e silencioso. Ele não tolera bem outros cães. Ainda é utilizado como cão de guarda, caça e boiadeiro.
Usado ainda como animal de guarda e companhia, teve seus cruzamentos isolados por muito tempo e com pouco contato com raças europeias. De adestramento considerado difícil, é uma raça que pode atingir os 34 kg. Sua pele é solta e maleável nas alturas da cabeça e do pescoço, a pelagem  pode ter quatro diferentes cores (prateada, azul, castanha ou preta), tem orelhas grandes e eretas e a cauda afunilada na ponta.

## Galeria

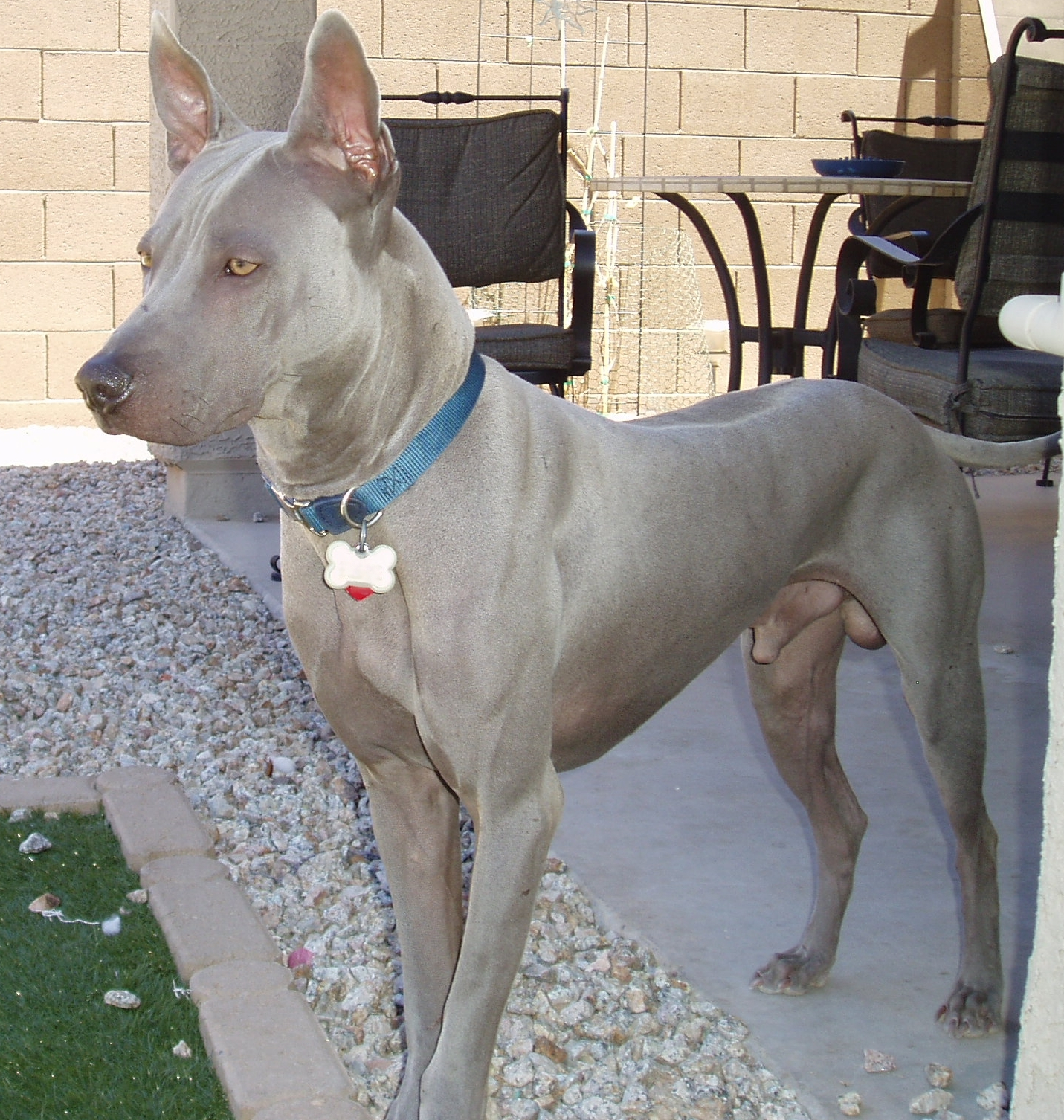
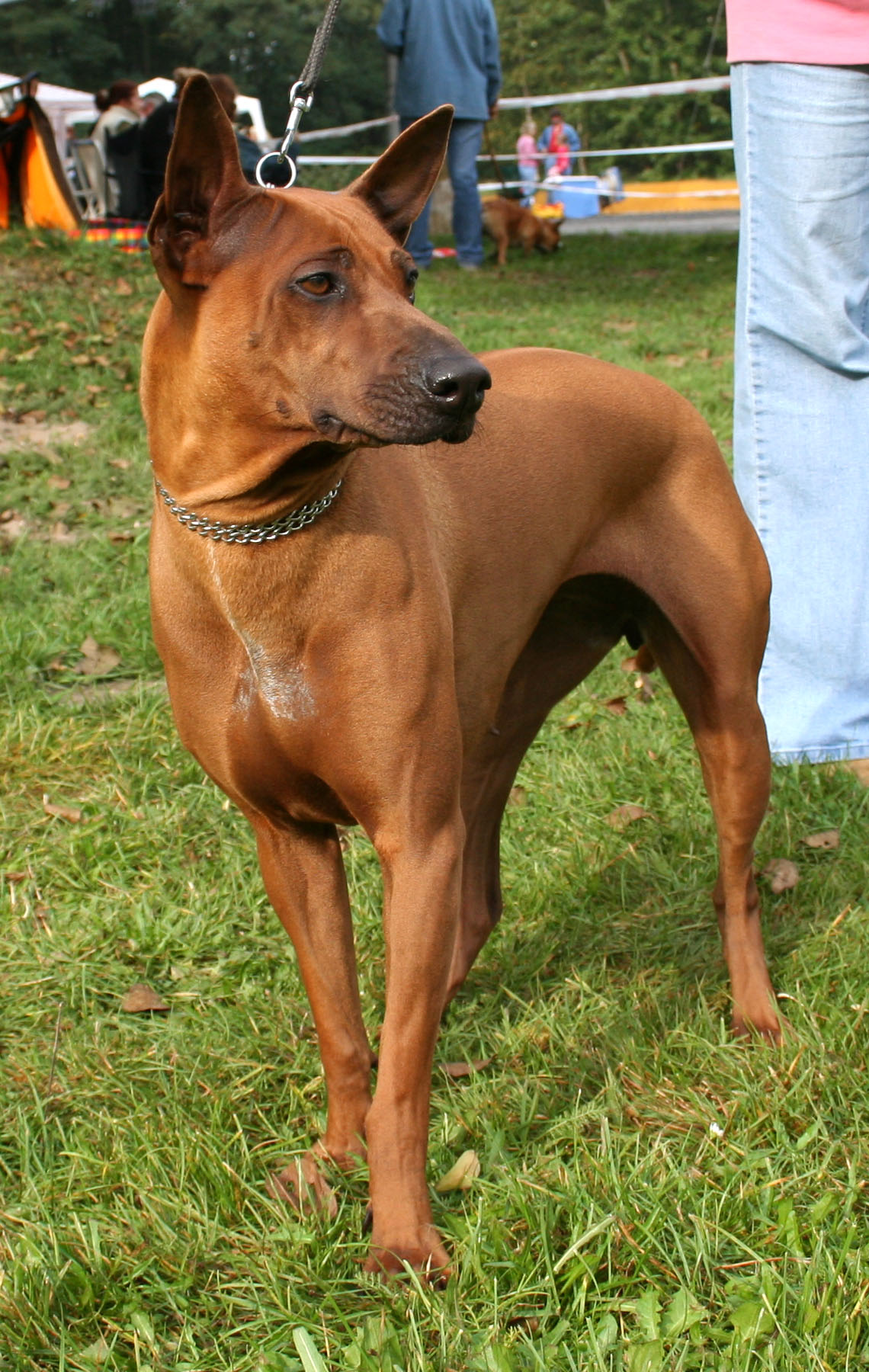
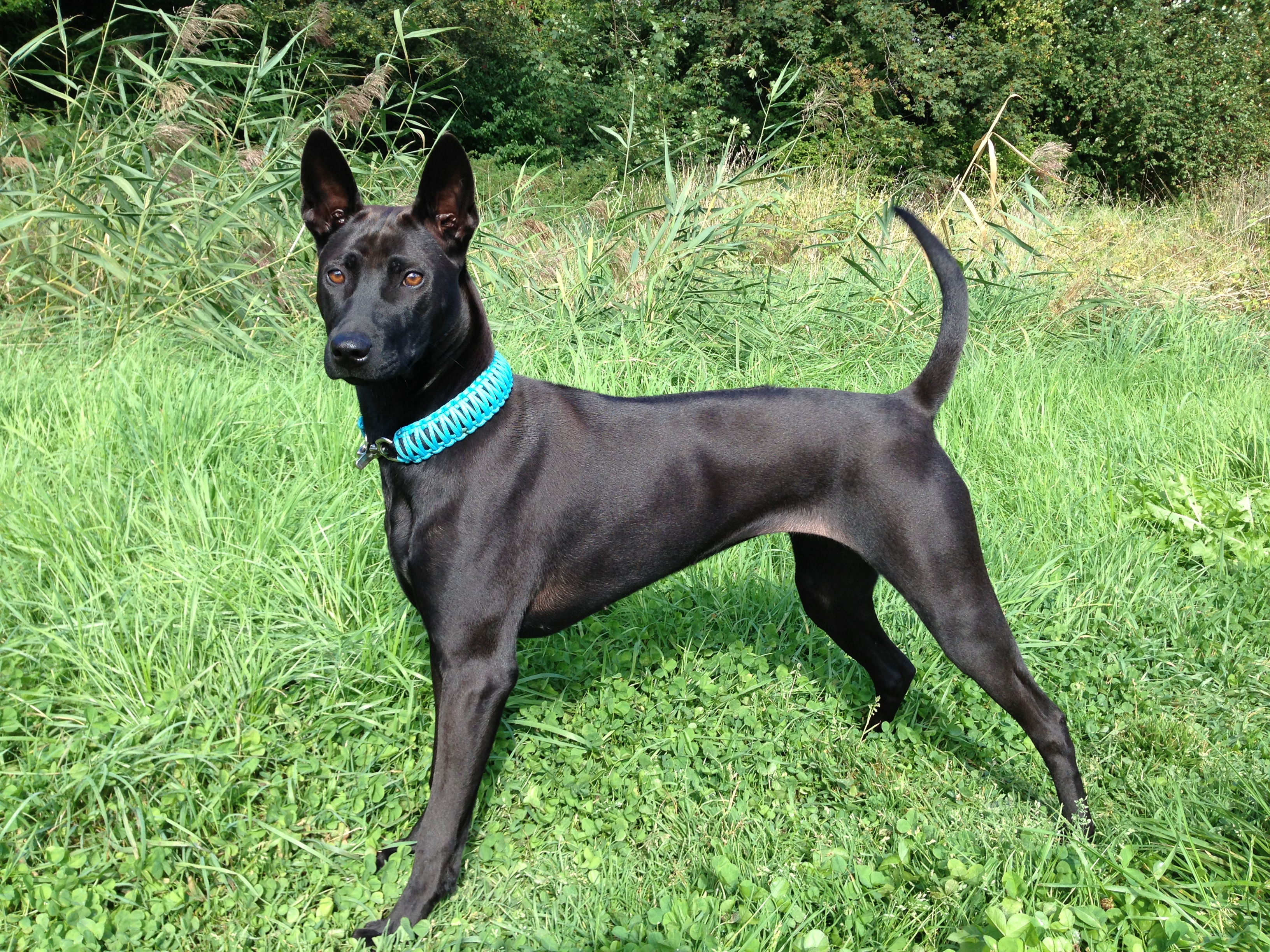
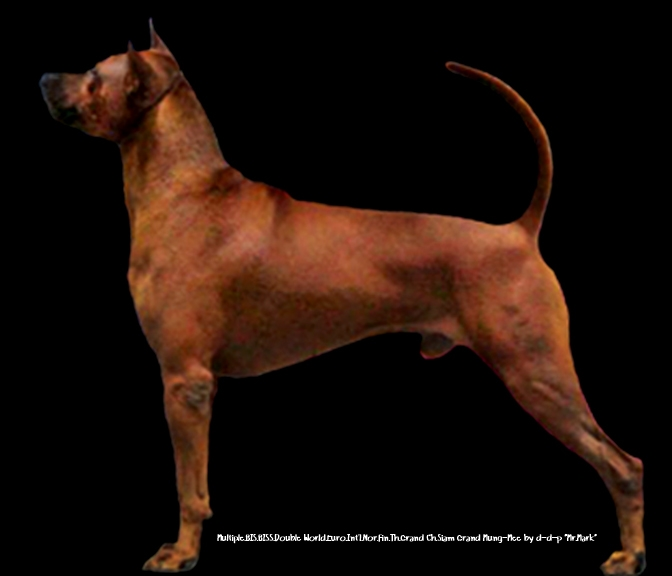
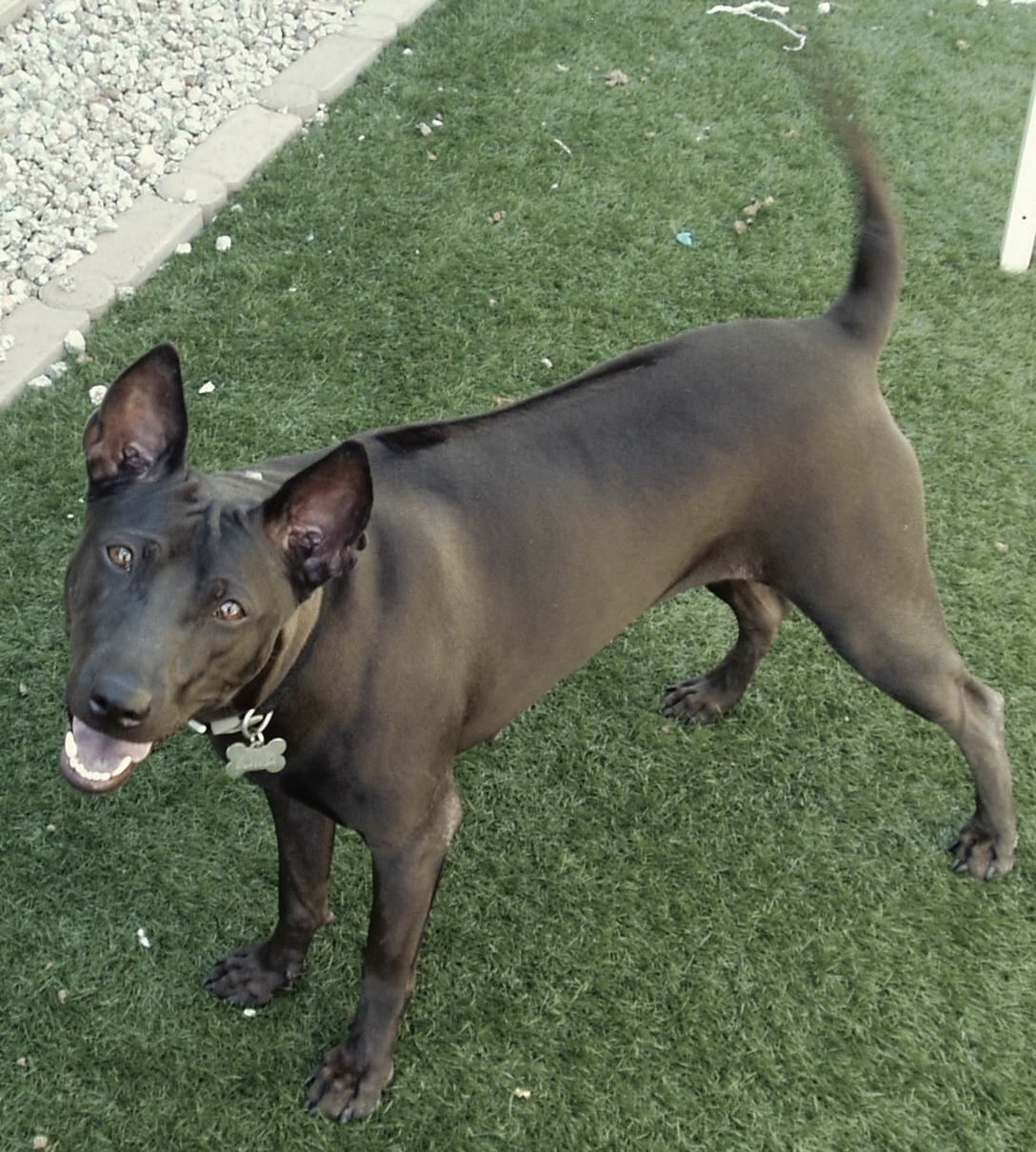
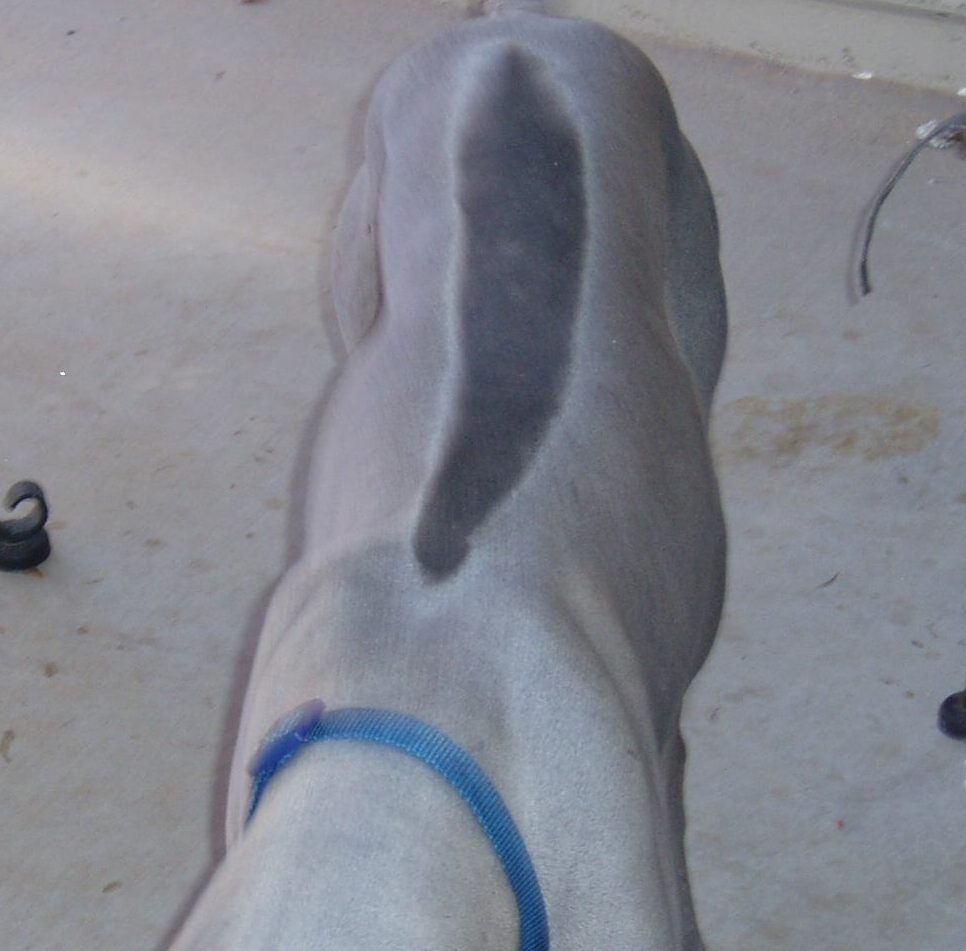
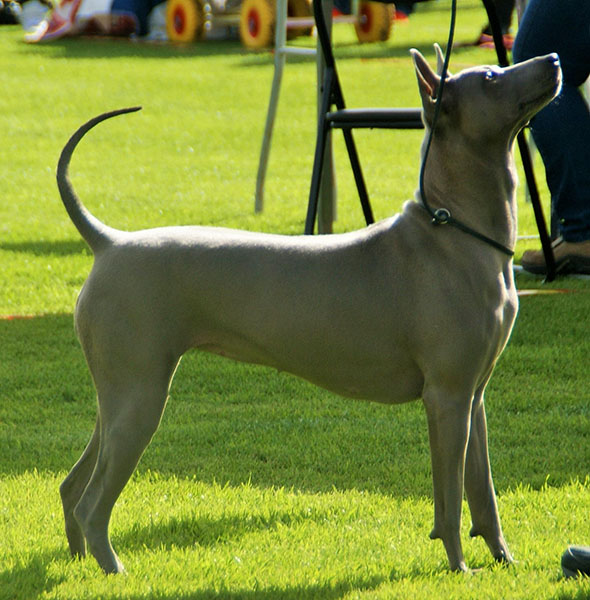
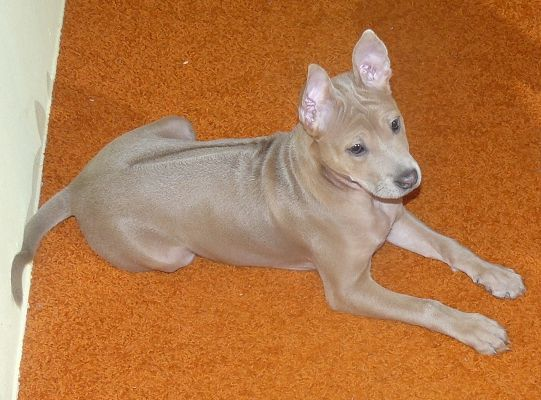